# Minyaspis sinensis
Minyaspis sinensis is een rankpootkreeftensoort uit de familie van de Oxynaspididae. De wetenschappelijke naam van de soort is voor het eerst geldig gepubliceerd in 1983 door Ren.